# Беломорская кампания Крымской войны
Беломорская кампания — эпизод Крымской войны, боевые действия англо-французской военно-морской экспедиции в течение двух навигаций 1854—1855 годов, проходившие в акватории Белого и Баренцева морей, с целью уничтожения российского судоходства, береговых укреплений и захвата или блокирования Архангельского порта. Действия английских кораблей в этом регионе ограничились захватом мелких купеческих судов, грабежом прибрежных жителей, двукратной бесплодной бомбардировкой Соловецкого монастыря, бомбардировкой города Колы. Несмотря на то, что распространённое название этих событий в различных источниках — «Беломорская кампания», отдельные эпизоды происходили на побережье Баренцева моря.

## Предпосылки и цели кампании
Несмотря на то, что основным театром Крымской войны, на котором происходили основные сухопутные и морские сражения, решившие исход кампании, был Черноморско-Азовский регион, отдельные боевые столкновения происходили и на других морских границах России: акватории Баренцева и Белого морей, Балтийском море, российском побережье Тихого океана. В течение двух навигаций 1854—1855 годов союзная эскадра, представленная главным образом английскими кораблями, действовала в российских арктических водах, захватывая торговые суда и периодически совершая нападения на прибрежные русские поселения.
По мнению исследователей, основной целью Великобритании в этом конфликте было ослабление экономического потенциала России путём нарушения её морской торговли в данном регионе, блокады портов, разрушения береговой инфраструктуры, уничтожения торгового флота. При удачных обстоятельствах союзники также рассчитывали на захват Архангельского порта. Важной политической задачей для англичан было продемонстрировать свою военную мощь и показать европейскому общественному мнению, что война с русскими ведётся на широком фронте от Севастополя до Аландских островов, от Колы до Петропавловска-на-Камчатке.

## Подготовка к войне и силы сторон

### Российская империя

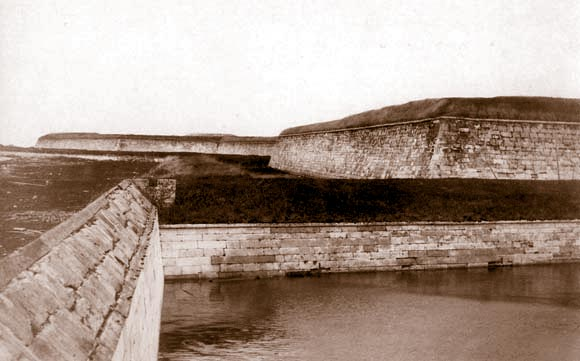
Бастионы Новодвинской крепости.
(Фото Я. Лейцингера. 1899 год.)

В феврале 1854 года Приморский район (то есть всё российское побережье Белого и Баренцева морей), а в марте и вся остальная Архангельская губерния были переведены на военное положение. Подготовку края к военным действиям возглавил военный губернатор и главный начальник Архангельского порта вице-адмирал Р. П. Бойль, которому были предоставлены права командира отдельного корпуса. В первую очередь им была приведена в боевую готовность и объявлена на осадном положении Новодвинская крепость. Также в дельте Северной Двины было оборудовано 6 береговых артиллерийских батарей:
- 10 12-фунтовых пушек при Архангельском адмиралтействе,
- 8 36-фунтовых пушек на окраине Соломбалы,
- 8 36- и 18-фунтовых пушек в Лапоминской гавани,
- 8 18-фунтовых пушек при реке Маймаксе на острове Повракульском,
- 8 18-фунтовых пушек при деревне Красной,
- 10 12-фунтовых пушек при деревне Глинник.

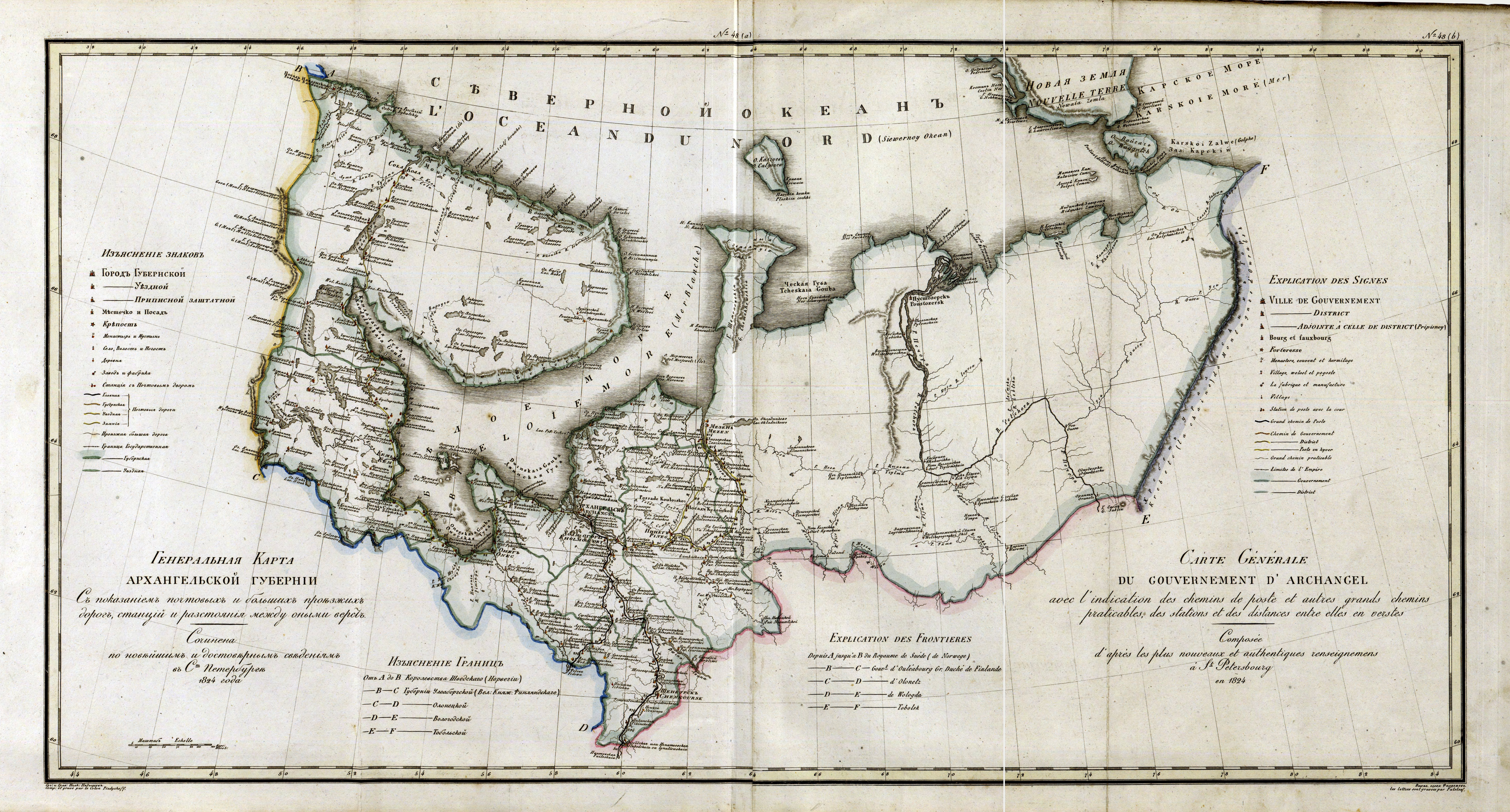
Архангельская губерния. 1824 год.

Из военных кораблей в Архангельском порту числился только 16-пушечный бриг «Новая Земля», нёсший брандвахтенную службу в дельте Двины. Поэтому уже в мае в срочном порядке в строй ввели флотилию из 20 канонерских лодок, на каждой из которых размещалось 2 пушки и 40 человек команды. Из 40 пушек этого небольшого флота 24 были 18-фунтовыми, а 16 орудий 24-фунтовыми. Основной задачей канонерок была помощь береговым батареям в защите устья Северной Двины, а также подступов к Новодвинской крепости и Архангельску.
При подготовке к войне всё внимание губернского руководства было сосредоточено только на обороне Архангельского порта. Показательным является тот факт, что даже для усиления Соловецкого монастыря, являвшимся на тот момент, наряду с Новодвинской крепостью, одним из основных узлов обороны Севера, согласно распоряжению Бойля была предусмотрена только одна мера: «Из орудий, которые останутся свободными после вооружения города Архангельска и Новодвинской крепости, отделить для защиты Соловецкого монастыря несколько орудий малого калибра». Да и эти орудия военный губернатор предложил монастырю перевезти на остров самостоятельно, так как у губернского руководства не нашлось для этого транспорта. Прочим посёлкам побережья Белого и Баренцева морей в обороне от врага пришлось рассчитывать только на собственные отряды, спешно набранные «из охочих людей», а также на местами размещённые в них инвалидные команды.

### Британская империя

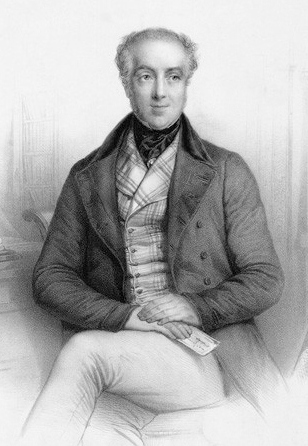
Сэр Джеймс Грейам,
Первый лорд Адмиралтейства
(британский военно-морской министр). 1842 год.

Проведению Великобританией военно-морских операций в Белом море сильно препятствовала сложившаяся торговая практика, согласно которой британские торговцы обязаны были платить авансом русским купцам за их товары. В результате, чтобы не нанести ущерб собственной торговле англичане могли только атаковать вышедшие в море военные или торговые русские суда и серьёзно ограничить атаки русских портов. После того как обеспокоенные английские купцы и судовладельцы запросили у Британского Адмиралтейства информацию о его планах в предстоящей кампании на Белом море, оно ответило, что у него нет намерений устанавливать блокаду портов, так как она негативно скажется на британских коммерческих интересах. Тем не менее военно-морской министр Джеймс Грейам в частном порядке подтвердил, что блокада всё же будет установлена, несмотря на заявление министра торговли Джорджа Кларендона о том, что необходимо сначала решить проблему, вызванную предварительной оплатой товаров.
Для этой компании, находящейся на периферии основных событий Крымской войны, Грейам решил задействовать небольшую эскадру состоящую из 26-пушечного фрегата «Эвридика» (HMS Eurydice) под командованием Эрасмуса Омманнея и 14-пушечного парового шлюпа «Бриск» (HMS Brisk) под командованием Фредерика Сеймура. Поскольку французам о предстоящем походе было сообщено только за неделю до выхода эскадры в море, и они явно не успевали усилить её своими кораблями, Грейам решил дополнительно включить в неё ещё один 14-пушечный паровой шлюп «Миранда» (HMS Miranda), под командованием Эдмунда Мобри Лайонса. Согласно военного приказа от 8 мая 1854, эскадра, курсируя у портов Архангельск и Онега, должна была захватывать любые военные и торговые корабли, изымая их товары, но не мешать при этом торговле русских с норвежским Финнмарком. «Миранда» должна была участвовать в операции до прибытия французов или дольше, если это будет необходимо. Наконец дополнительно было разрешено «…определив численность российских сил в Архангельске, провести те военные операции, которые возможны…». Всего на трёх британских кораблях находилось 540 солдат и офицеров. Французские корабли (40-пушечный «Psyche» и 18-пушечный «Beaumanoir») должны были присоединиться к эскадре позже.
Несмотря на то, что по расчётам гидрографа Адмиралтейства Джона Вашингтона, входящие в Северную Двину суда должны иметь осадку максимум 13 футов, осадка британских паровых шлюпов была более пятнадцати. Эта разница в 2-3 фута практически исключала их возможность обстреливать берег Архангельского порта при проведении десанта. Серьёзной проблемой для англичан стало снабжение паровых кораблей углём, для чего был заключён отдельный контракт на поставку 400 тонн его в Северную Норвегию, в частности в порт Хаммерфест, чтобы британские шлюпы могли пополнить запасы топлива при возвращении домой. Ввиду того, что при переписке с Лондоном уходило до двух месяцев в каждом направлении, Омманею поручалось вести кампанию самостоятельно, принимая решения на основе сложившихся обстоятельств.

## Кампания 1854 года
Появившиеся в начале лета 1854 года в акватории Белого моря англичане в качестве основной базы выбрали остров Сосновец, очень удобно расположенный в Горле Белого моря для блокады Архангельска и других беломорских портов и перехвата кораблей, идущих этим относительно узким проливом. На острове был создан склад угля, необходимого для работы паровых корабельных машин. Уже 5 июня английские фрегаты захватили у Трёх Островов кемскую шхуну, везущую груз муки в Норвегию, которую в качестве первого трофея вместе с грузом отправили в Англию. Через несколько дней были перехвачены ещё две русские торговые ладьи.
В течение июля и августа английский флот совершал рейды по всему Белому морю, останавливая встреченные торговые суда и конфисковывая их товары. Нападениям подвергся ряд прибрежных поселений, в том числе были почти полностью сожжены Кандалакша, Пушлахта, Кий-остров, Кола, разграблен Онежский Крестный монастырь.

### События у острова Мудьюг

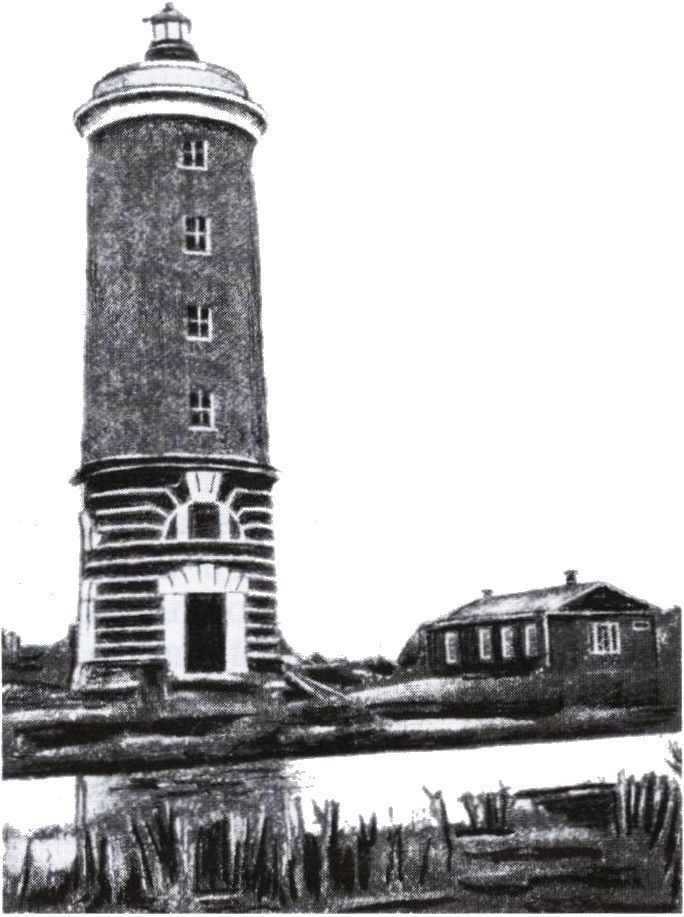
Маяк о. Мудьюг (нач. XX века).

25 июня 1854 года британская эскадра встала на якорь в 29 километрах к северу-северо-западу от Берёзового бара. На следующий день её корабли подошли к острову Мудьюг для того, чтобы сделать промеры глубины в дельте Северной Двины и определить возможность прохода к Архангельскому порту. В расположенной рядом Лапоминской гавани они увидели стоящие на якоре русский пароход, корабль охранения и множество торовых судов. 26 [14] июня 1854 с маяка, расположенного на острове, условными сигналами было сообщено на берег о приближении британских кораблей. В течение нескольких следующих дней сильные шторма помешали британским морякам приступить к активным действиям. Наконец, 4 июля, изменившаяся погода позволила шести английским баркасам под прикрытием орудий «Миранды» и «Бриска» начать промеры глубины, расставляя бакены чтобы обозначить фарватер. Командир отряда русских канонерских лодок выслал для противодействия 90 человек вооружённых матросов с двумя полевыми пушками под руководством лейтенанта Тверитинова. Этот отряд под прикрытием высокого берега острова подошёл к противнику на пушечный выстрел и открыл огонь. Поскольку из-за мелководья «Миранда» просто не могла оказать огневую поддержку баркасам, Омманею пришлось отозвать их назад. Англичане потеряли одного человека убитым, а с русской стороны потерь не было.
Результаты промеров глубины Берёзовского рукава подтвердили худшие опасения Омманея — глубина реки в этом месте колебалась в районе 11 — 13 футов. Английский адмирал понимал, что «Миранде» для безопасного пересечения бара необходимо как минимум 15 футов глубины, а судно, севшее на мель, станет лёгкой добычей для береговой артиллерии и канонерских лодок. Без артиллерийской поддержки по крайней мере одного корабля, преодолевшего Берёзовый бар, невозможно было надеяться на захват Архангельского порта силами десанта на баркасах, при сопротивлении канонерок и береговых сил противника. После того как ночью 23 июня российские гребные суда под обстрелом с английских кораблей сняли все поставленные бакены, союзная эскадра покинула район острова Мудьюг. За успешное отражение нападения врага всем российским нижним чинам, участвовавшим в этих событиях, было выдано по рублю серебром на человека.
Англичане исследовали и Никольский рукав Двины, в надежде обнаружить глубокий фарватер, но он оказался ещё мельче. В начале июля находящийся в Архангельске епископ Варлаам получил сообщение от настоятеля Никольского монастыря, что в заливе появился неприятельский фрегат, сделавший промеры глубины и осмотревший берега.

### Бомбардировка Соловецкого монастыря
Оставленный без серьёзной военной поддержки от губернского центра, монастырь был вынужден изыскивать собственные средства к предстоящим боевым действиям. В том момент на Соловецких островах кроме около 200 монахов и послушников, 370 трудников и вольнонаёмных поселенцев, находилась только инвалидная команда из 53 пожилых военных инвалидов, под началом прапорщика Николая Никоновича охранявших заключённых в монастырской тюрьме. Общее руководство подготовкой к обороне взял на себя архимандрит Александр. Будучи человеком не лишённым личной храбрости, в прошлом исполнявшим обязанности полкового священника, он хорошо справился с обязанностями военного коменданта и начальника гарнизона. Несмотря на очень скудные вооружённые силы островов, население Соловков с большим патриотическим воодушевлением приступило к подготовке к боевым действиям. В архивных документах сохранились имена людей, принявших деятельное участие в защите монастыря: отставного коллежского асессора Петра Соколова, обладавшего некоторыми познаниями в фортификации и артиллерии, по собственной инициативе начавшего приводить в боеспособное состояние монастырские укрепления, отставного лейб-гвардии унтер-офицера Николая Крылова и отставного гренадера Петра Сергеева, добровольно пошедших в этот момент на вторичную службу в Соловецкую команду и многих других. Настоятель Александр на свой страх и риск предложил некоторым арестантам Соловецкой тюрьмы принять участие в обороне монастыря, и, в результате, из них был сформирован дополнительный отряд в 20 человек в помощь инвалидной команде.

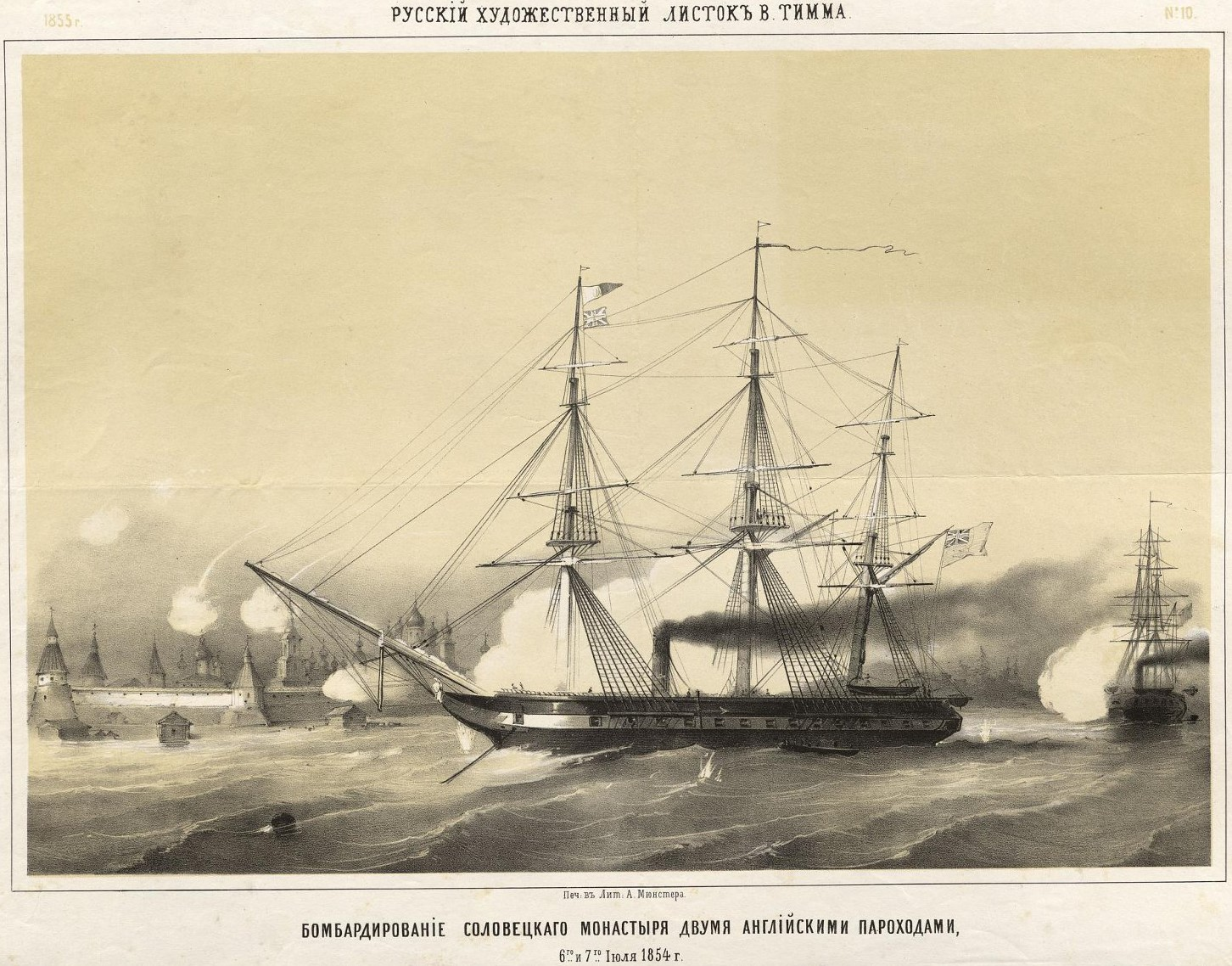
Мюнстер А. Э. Бомбардирование Соловецкого монастыря двумя Английскими пароходами 6-го и 7-го июля 1854 года.

Но энтузиазм защитников не мог полностью компенсировать недостаток в оборонительных средствах. При ревизии монастырского арсенала выяснилось, что хранящиеся в нём старинные ружья к стрельбе уже не пригодны, а довольно большое количество бердышей, секир, копий мало что могло добавить к обороноспособности обители. Из 20 старинных монастырских пушек годными к стрельбе были признаны только два 3-фунтовых орудия. Остальные либо рвались при пробных выстрелах, либо просто крошились, когда с них снимали ржавчину. К счастью, 16 мая 1854 года монастырские суда привезли из Архангельска 8 6-фунтовых пушек с комплектом в 60 снарядов на каждую — тот самый излишек, оставшийся после вооружения Новодвинска и Архангельска, о котором распорядился вице-адмирал Бойль. С этими же кораблями на остров прибыли инженерный офицер Бугаевский — с целью обустройства артиллерийских батарей и фейерверкер 4-го класса Новодвинского гарнизона В. Друшлевский — для командования батареей, а также обучения стрельбе из орудий солдат инвалидной команды. В итоге присланные пушки разместили в амбразурах западной стены монастыря, а из двух маленьких соловецких орудий соорудили небольшую мобильную батарею, удачно расположив её на берегу моря. Уже через десять дней Друшлевский докладывал Бойлю, что «вооружение Соловецкой батареи окончено 25 числа сего месяца». С этого дня Никонович и Друшлевский ежедневно проводили обучение нижних чинов инвалидной команды и добровольцев-островитян стрельбе и приёмам штыкового боя.

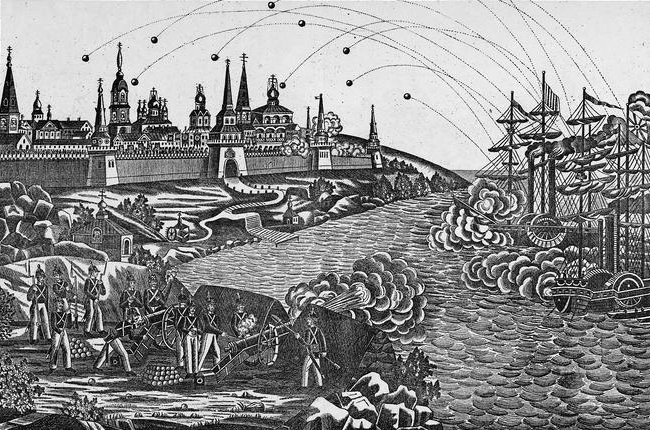
Нападение англичан на Соловецкий монастырь.

6 июля у острова появились два английских пароходо-фрегата: «Миранда» и «Бриск». Подойдя к монастырю на расстояние пушечного выстрела и встав напротив замаскированной двухпушечной батареи, англичане стали поднимать на одном из кораблей флаги, пытаясь таким способом начать переговоры. После того, как необученные морской сигнализации монахи не дали им никакого ответа, англичане сделали три предупредительных выстрела из пушек, на которые им ответила огнём береговая батарея. Это недоразумение послужило союзной эскадре предлогом к началу бомбардировки монастыря. 6-фунтовые пушки, расставленные на монастырской крепостной стене, оказались бесполезными — ядра, выпущенные из них, не долетали до английских пароходо-фрегатов, но береговые артиллеристы сделали несколько удачных выстрелов — одно из выпущенных ядер причинило «Миранде» серьёзное повреждение. После часовой бомбардировки, повреждённый фрегат отошёл от монастыря и встал на ремонт.

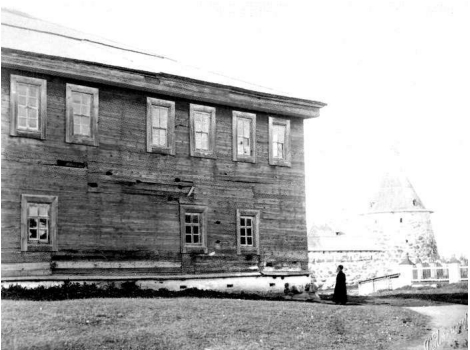
Пробоины от английских ядер на здании Архангельской гостиницы.

7 июля в 5 часов утра парламентёрский гребной катер с фрегата «Бриск» под белым флагом доставил на берег письмо, в котором командующий английской эскадрой Эрасмус Омманей, оскорблённый тем, что защитники Соловков «палили на английский флаг» ультимативно требовал сдачи в плен солдат и коменданта крепости, а также «…безусловной уступки целого гарнизона, находящегося на острове Соловецком, вместе со всеми пушками, оружием, флагами и военными припасами.», угрожая монастырю, в случае отказа, продолжением бомбардировки. Спешно собранный архимандритом Александром «военный совет» из старших монахов и командира инвалидной команды составил ироничный ответ на эту депешу, смысл которого сводился к тому, что так как в монастыре солдат нет, а только инвалиды, охраняющие монахов и жителей, а «…коменданта гарнизона в Соловецком монастыре никогда не бывало и теперь нет…» то и сдаваться некому, «…и флагов, и оружия, и прочего не имеется…». Как только монастырский парламентёр, передавший ответ англичанам, вернулся на берег, «Миранда» и «Бриск» вновь начали бомбардировку, продолжавшуюся больше девяти часов. За это время английская эскадра выпустила по монастырю около 1800 ядер и бомб, однако результат её был более чем скромным: ядрами были прострелены деревянное здание архангельской гостиницы и здание Онуфриевой кладбищенской церкви, стоявшие вне крепостных стен, в самом монастыре были повреждены стены высокого Преображенского собора и проломан купол Никольской церкви. Среди защитников монастыря не было ни убитых ни раненых. В своём донесении в синод от 10 июля 1854 года соловецкий архимандрит говорил, что все разрушения можно исправить в несколько часов и давал такую оценку действий неприятеля: «Все бесчеловечные усилия неприятеля, клонившиеся к тому, чтоб совершенно нанести разрушение ей (обители) своими страшными снарядами, остались посрамлёнными и постыжёнными».
Оценивая произошедшие события, современные западные историки считают, что Омманей понимал бесполезность бомбардировки монастыря, укрытого за мощными каменными стенами, а также невозможность высадки десанта, которому будут противостоять хорошо подготовившиеся к нападению вооружённые солдаты и монахи. В его ультимативном требовании сдать монастырь под угрозой бомбардировки они видят больше желания взять реванш после неудавшегося захвата Архангельска, чем здравого смысла. Получив отказ, британский адмирал встал перед трудным выбором: бесполезная атака или унизительное отступление, предсказуемо выбрав бессмысленный жест.

### Кий-остров

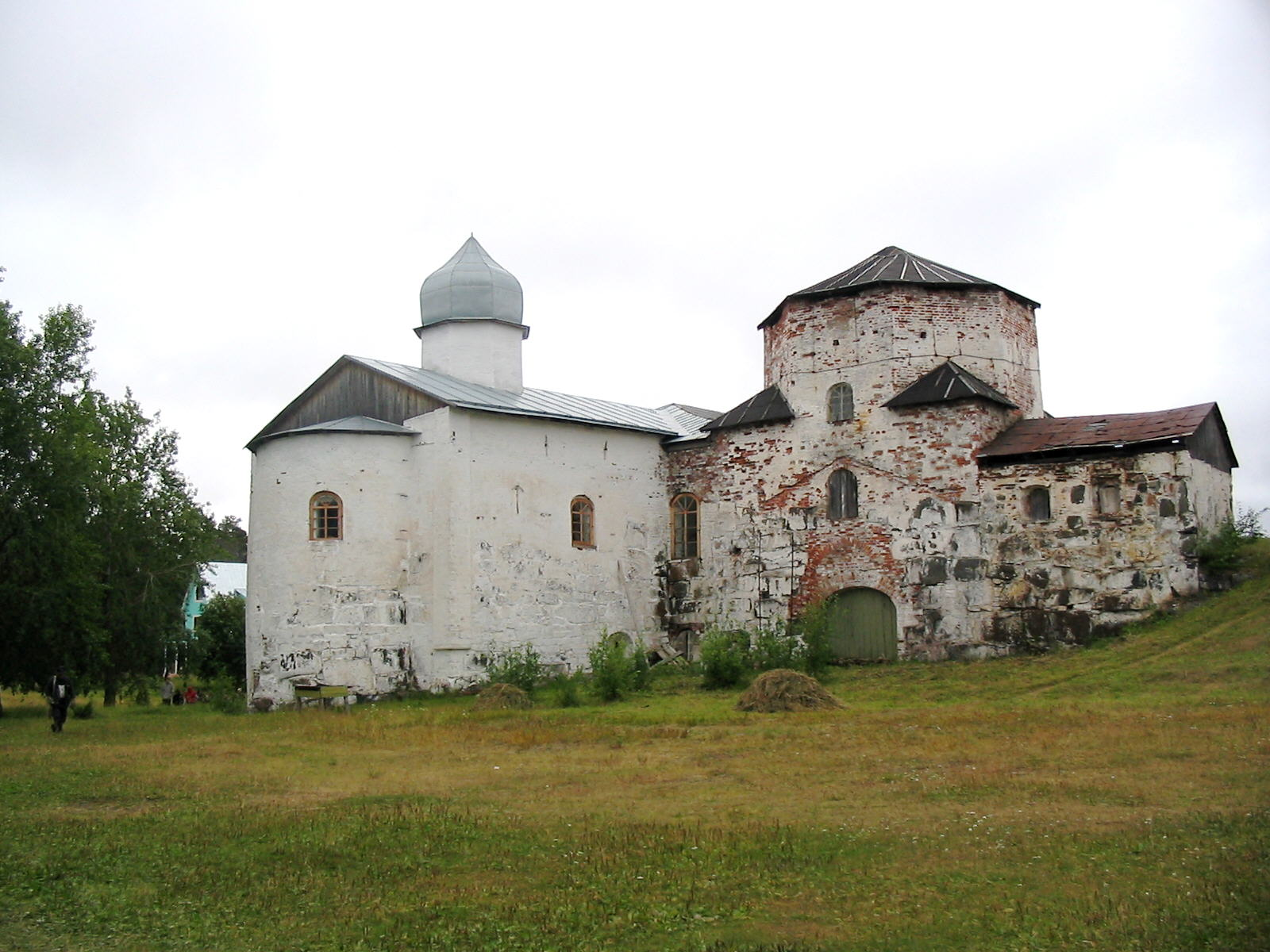
Постройки Крестного монастыря. Современный вид.

9 июля 1854 года подошедшая к Кий-острову союзная эскадра высадила на него около 80 человек десанта на 6 гребных судах. Англичане сожгли деревянное здание Онежской портовой таможни с примыкавшими к нему пристройками и соседними домами, в которых проживали таможенные чиновники и служители, при этом пощадив здания компании Онежского лесного торга и лесной биржи, принадлежавшие английским купцам. Ущерб от пожара составил около 2000 рублей серебром.
После этого был разграблен Онежский Крестный монастырь, из которого было вынесено всё ценное: церковная утварь, столовая посуда, снят с колокольни большой 6-пудовый колокол, из казнохранилища монастыря похищены 10 золотых полуимпериалов. Из 7 пушек, найденных англичанами в монастыре, две они забрали к себе на корабль, три устаревшие пушки бросили в колодец, а ещё две, «…с которыми не смогли управиться…», так и были оставлены на прежнем месте у ворот. Трофеи англичан оказались довольно скромными, так как ещё в начале войны всё наиболее ценное имущество монастыря было упаковано в 7 больших сундуков и отправлено в Подпорожский приход, а менее ценные вещи зарыты на самом острове.

### Бой у Пушлахты
11 июля 1854 года союзная эскадра высадила десант у поморского села Пушлахта. Под прикрытием огня с пароходо-фрегатов, на 13 гребных судах, оснащённых артиллерией, на берег высадилось около ста человек, начавших обстреливать деревню из пушек. Им оказал сопротивление небольшой отряд из 23 поморов, вооружённых кремнёвыми ружьями, руководимый двумя отставными солдатами под общим командованием служащего палаты государственных имуществ Волкова. Превосходящие числом и вооружением английские моряки смогли в итоге оттеснить поморских ополченцев к лесу, потеряв пять человек убитыми и несколько ранеными. С русской стороны потерь не было.
В отместку за сопротивление, союзники полностью сожгли деревню, уничтожив: 40 домов, церковь, 50 амбаров, 20 бань, 10 овинов с крытыми гумнами и 40 крестьянских лодок. Общий ущерб, нанесённый Пушлахте, составил 8 тысяч рублей серебром.
Впоследствии правительство решило восстановить деревню за свой счёт. Жители Архангельской губернии по подписке также собрали для пострадавших поморов значительную сумму денег. Каждый помор, участвовавший в бою, получил от властей по пять рублей серебром. Руководившие ополчением получили особые награды: чиновник Волков был награждён орденом святой Анны 3-й степени с бантом, один из солдат — знаком отличия военного ордена и 25 рублями серебром, второй — 15 рублями.

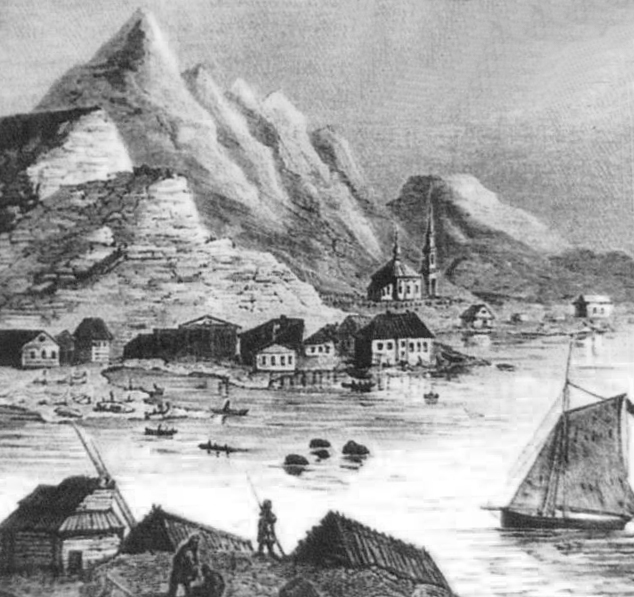
Каразин Н. Н. Вид села Кандалакши и горы Крестовой. (конец XIX века)

### Кандалакша, Кереть, Ковда
20 июля английская эскадра подошла к Кандалакше и высадила на берег 150 матросов, вооружённых шпагами и пистолетами, занявшихся сбором провианта в крестьянских домах и огородах. Через несколько часов, эти же матросы ограбили близлежащее село Кереть, в котором они сожгли большой амбар, винный подвал и соляной магазин (из 3020 пудов хранившейся там соли местные жители успели спасти только 200 пудов).
22 июля около сотни вооружённых британских моряков, под прикрытием переговорного флага высадилась в селе Ковда. Пополнив запасы провианта, в качестве трофеев союзники взяли с церковной колокольни два колокола, оставив взамен них один, украденный в другой деревне, и «сверх того, отбив замки у церковной кружки, забрали деньги; в таможней питейном доме также, разломав двери, вынули вырученные от продажи деньги… и все сие увезли на фрегат, который вскоре снялся с якоря и отправился в море».
В трёх селениях — Кандалакше, Ковде и Керети казне и частным лицам был нанесён ущерб на 4000 рублей.

### Бомбардировка Колы

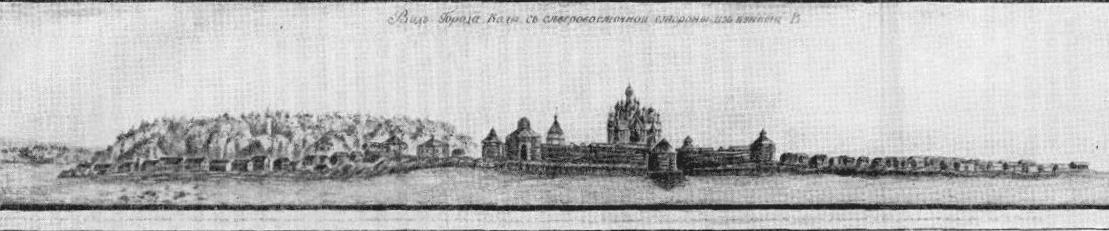
Панорама города Колы. 1797 г.
В центре — Кольский острог и Воскресенский собор.

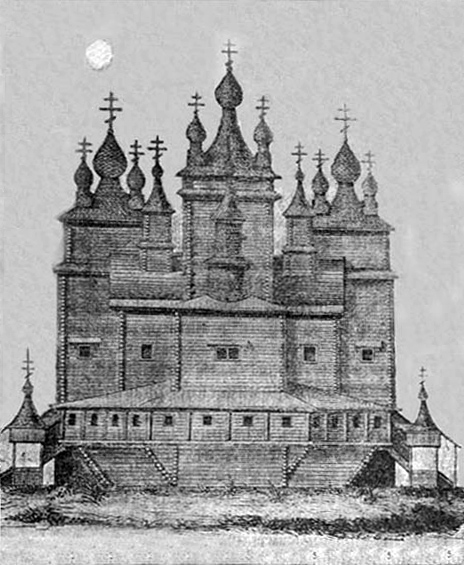
Воскресенский собор.

К началу Крымской войны город Кола был одним из самых маленьких и малолюдных уездных городов Российской империи: в нём проживало 745 человек, в том числе 70 чинов инвалидной команды, охранявших городские учреждения, казённые магазины и склады. В городе было около 120 жилых и общественных зданий, построенных тесно и бессистемно, в том числе 5 церквей и старинный деревянный острог, стены которого сильно обветшали, но башни ещё стояли крепко. 2(14) марта 1854 года кольский городничий Григорий Евдокимович Шишелов напомнил архангельскому губернатору Р. П. Бойлю в своём письме о том, что Кола, со времен Павла I оставшаяся без артиллерии и боевого гарнизона, уже подвергалась грабежу англичанами в 1809 году, прося у губернского центра «по крайней мере роту егерей и 8 орудий». В своём рапорте он, как бывший военнослужащий, участвовавший в Отечественной войне 1812 года, изложил планы устройства артиллерийских батарей, а также предлагал привлечь к обороне лопарей, среди которых имелись меткие стрелки. Через несколько дней общее собрание жителей города, на котором зачитывалось постановление о введении в приморском крае военного положения, также обратилось к губернатору с просьбой прислать оружие и войска.
В ответ губернатор прислал в Колу капитана А. И. Пушкарёва с двумя солдатами, привезших на оленях 100 ружей, два пуда пороха, шесть пудов свинца, кипу бумаги на патроны и боеприпасы для 40 ружей инвалидной команды, из расчёта по 60 патронов на ружьё. Присланные ружья оказались устаревшими кремнёвыми, 15 из них были признаны неисправными и отосланы обратно. В городе нашлись две старинные пушки: однофунтовая и шестифунтовая — их поставили на самодельные станки, устроив импровизированную батарею напротив Егорьевской башни острога на берегу реки Колы. Во второй половине июля архангельский губернатор командировал в губернию своего адъютанта — лейтенанта флота А. М. Бруннера. Посетив Соловки, Кемь, Кандалакшу 5(17) августа лейтенант Брунер прибыл в Колу и приступил к организации её обороны. Забраковав малую пушку, большую 6-фунтовую приказал установить у соляного склада на берегу реки Туломы, начал строительство бруствера для неё, устройство караула на морском берегу и проверил боевые возможности инвалидной команды и местных жителей. В своём письме Бойлю Бруннер с сожалением отметил, что об инвалидах «нельзя быть выгодного мнения», а жителей Колы охарактеризовал так: «…нельзя ожидать от них в случае нападения надёжной помощи, они совершенно неопытны в стрельбе».

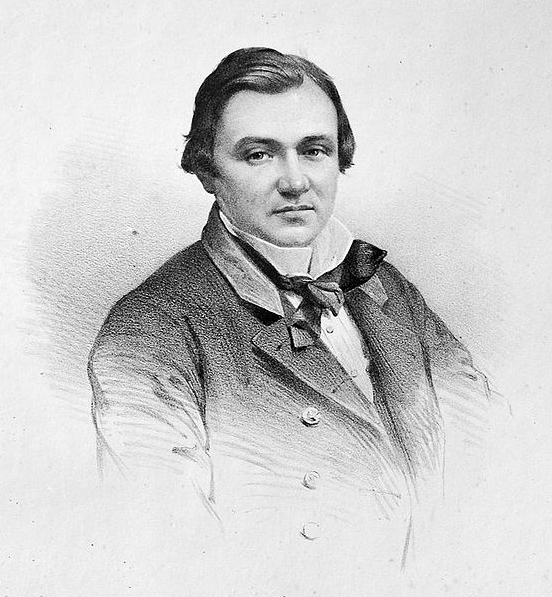
(1819—1855).

9 августа «Миранда» под командованием капитана Эдмунда Мобри Лайонса подошла к Коле, стала делать промеры глубины и ставить бакены. На следующий день шлюпка с корабля доставила защитникам города ультиматум, в котором англичане требовали «немедленной и безусловной сдачи укреплений, гарнизона и города Колы со всеми снарядами, орудиями и амуницией и всеми какими бы то ни было предметами, принадлежавшими российскому правительству». Жители города во главе с лейтенантом Бруннером ответили на эти требования решительным отказом, а несколько отважных добровольцев прямо на глазах у английских моряков сняли поставленные ими бакены. 11 августа началась бомбардировка города калёными ядрами, гранатами и небольшими коническими свинцовыми пулями с приделанными к ним коробками с горючим составом, продолжавшаяся 8 часов, на которую горожанам нечем было ответить — единственная пушка разорвалась при первых выстрелах, контузив и легко ранив солдат инвалидной команды. На следующий день англичане продолжали обстреливать город, но с попыткой десанта у них ничего не вышло — отряд матросов, высадившийся из баркаса на берег, был сброшен в море ружейным огнём защитников.
Итоги бомбардировки города оказались очень тяжёлыми: в огне погибли 92 жилых дома, сгорел деревянный острог, казённые хлебный, соляной и винный магазины, 2 церкви, в том числе жемчужина деревянного зодчества русского севера — Воскресенский собор. Убитых среди защитников города не было.

### Окончание кампании 1854 года
С середины сентября корабли англо-французской эскадры группами и в одиночку покинули Белое море. В 20-х числах сентября ушли последние неприятельские суда. На этом кампания 1854 года в северных водах закончилась.

## Кампания 1855 года

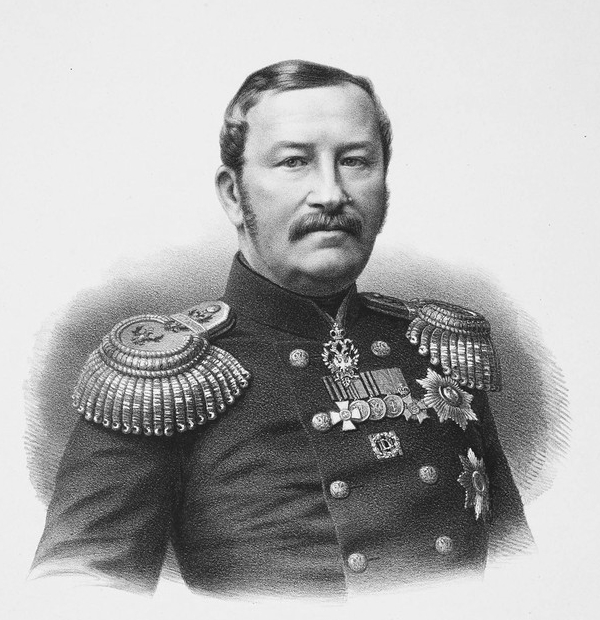
Степан Петрович Хрущов.

Новый Архангельский военный губернатор — Степан Петрович Хрущов, сменивший в декабре 1854 года умершего Р. П. Бойля, более энергично взялся за организацию обороны Беломорья. Канонерские лодки, которых за год к 20 существующим было построено ещё 14, были разбиты на два батальона и размещены следующим образом:
- один батальон в устье Берёзовского рукава Северной Двины,
- полубатальон у Лапоминской гавани,
- полубатальон в устье Никольского рукава при деревне Глинник.

В Никольском устье была оборудована ещё одна артиллерийская батарея и сооружён бон, перекрывающий весь рукав от берега до берега. В отличие от предыдущего губернатора, адмирал Хрущов значительное внимание уделил обороне прибрежных поселений, разместив в них дополнительные гарнизоны, а некоторые из них даже усилил артиллерией.
Со своей стороны союзники в кампанию 1855 года задействовали эскадру, состоящую из 7 кораблей: двух парусных фрегатов, двух винтовых корветов, двух парусных бригов и одного парохода, с общим экипажем в 1134 человека и 103 пушками на борту. Как только в мае 1855 года горло Белого моря очистилось ото льда, совместная англо-французская эскадра начала проведение военных операций на русском побережье.

### Бой у деревни Лямца
27-28 июня 1855 года английский пароход бомбардировал деревню Лямца, выпустив по ней из корабельных пушек около 500 ядер и бомб, одновременно пытаясь высадить десант на баркасах. Ему противодействовал отряд из 34 вооружённых поморов под командованием вернувшегося на службу отставного рядового Изырбаева, огнём из ружей и небольшой пушки каждый раз отгонявших от берега гребные суда неприятеля. Не добившись никаких успехов, вечером 28 июня корабль союзников ушёл в море. Архивные документы сохранили имена отличившихся в этом бою: крестьянин Совершаев, дьячок Изюмов, архангельский житель Александр Лысков и местный священник Петр Лысков.
В ознаменование одержанной победы жители деревни установили памятник, собрав пирамиду из неразорвавшихся английских ядер с водружённым над ней православным крестом, который сохранился до наших дней.

### Бой у Кандалакши
6 июля к устью реки Нивы, разделяющей деревню Кандалакшу на две части, подошёл пароходо-фрегат и попытался высадить десант из вооружённых матросов на трёх баркасах. Отряд из 52 вооружённых поморов во главе со штабс-капитаном Бабадиным и отставным унтер-офицером Недоросковым огнём из ружей заставил гребные суда вернуться к фрегату. Вторая попытка англичан высадиться на берег, уже под прикрытием артиллерийского огня с корабля, стоила нападавшим четырёх человек убитыми и также закончилась неудачей. После ответной бомбардировки села, продолжавшейся более 9 часов, в огне которой сгорело: 46 домов, 29 амбаров, общественный хлебный магазин и рыболовные сети крестьян, в Кандалакше уцелели лишь 20 домов, церковь, да казённые склады с вином и солью.

### Оборона Соловков

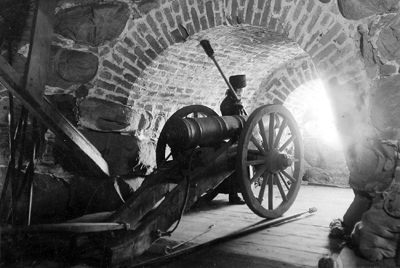
Пушка в печуре башни Соловецкой крепости.
(Фото Я. Лейцингера. Конец XIX в.)

Вызванный в Санкт-Петербург в октябре 1854 года архимандрит Александр был принят лично Николаем I, передал военному министру и обер-прокурору синода заявку на необходимое обители, «к будущей безопасности ея», вооружение, после удовлетворения которой, монастырь дополнительно получил два медных 3-фунтовых единорога с боеприпасами к ним, 250 пудов пороха, 4400 ядер для крепостных пушек, 300 новых тульских ружей и 150 000 патронов (по 500 на ружье).
В течение навигации 1855 года англо-французские корабли пять раз подходили к Соловкам. Ни разу не решившись на бомбардировку монастыря или высадку десанта, союзники ограничились пополнением провианта за счёт монастырских стад, облюбовав для стоянки незащищённый Большой Заяцкий остров с расположенным на нём Андреевским скитом.

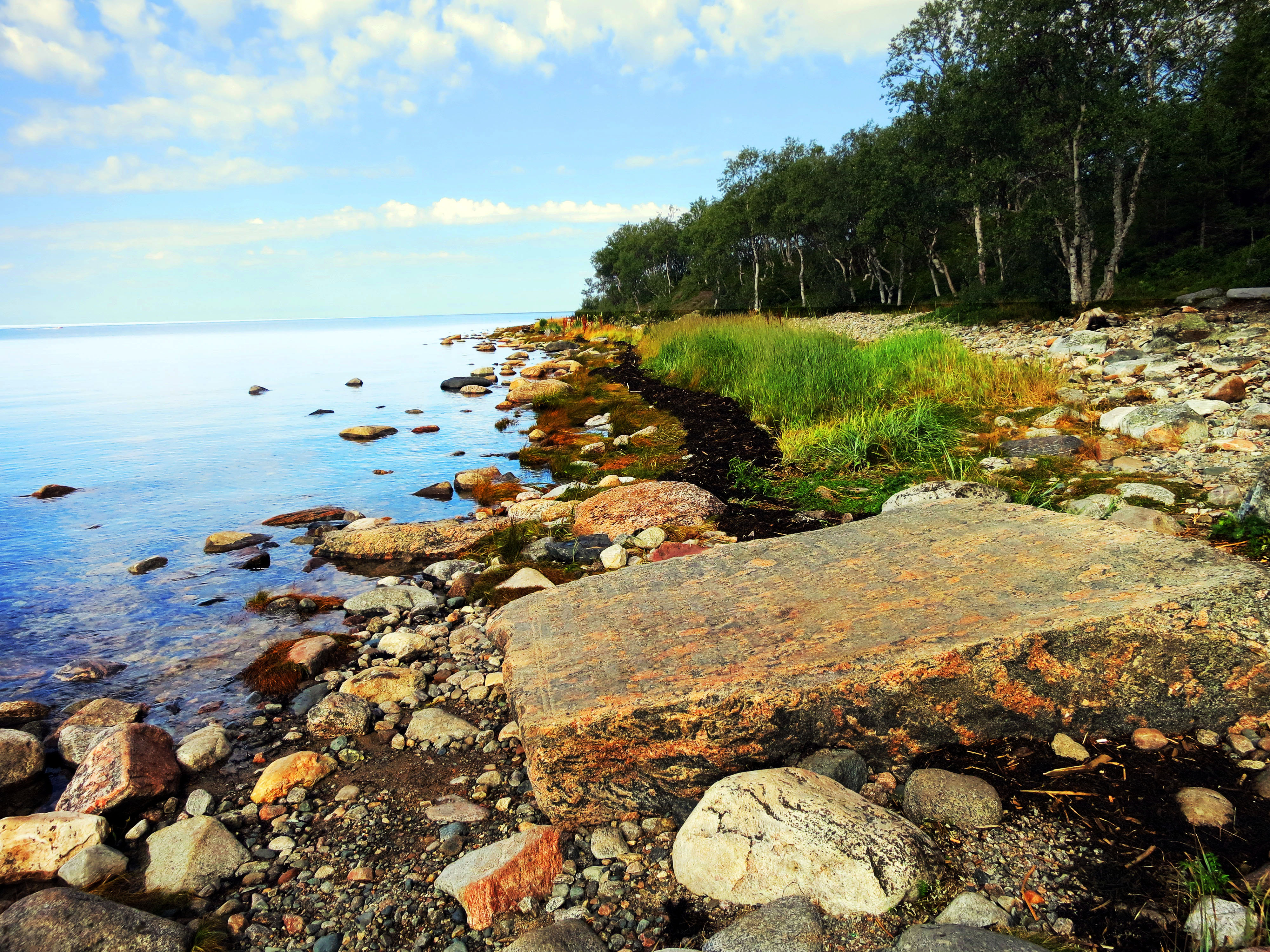
«Переговорный камень»
на берегу моря. 2011 год.

15-17 июня в пяти верстах от обители на якоре стоял большой английский винтовой корабль. Высадившиеся на Заяцкий остров моряки перестреляли и забрали на корабль пасшихся овец, сняли план монастырских укреплений и потребовали через местного монаха у игумена дополнительно прислать им быков на мясо, в случае отказа угрожая взять их силой. Покидая Соловки, англичане передали в обитель через местных жителей записку следующего содержания: «Мы будет платить за всякий скот и овец, которые мы взяли; мы не желаем вредить ни монастырю, ни другому какому-либо мирному заведению. Лейтенант корабля Е. В. Феникс».
Через три дня, 21 июня, два парохода, английский и французский, снова появились вблизи обители, также передав игумену записку, в которой на этот раз было сказано: «Мы просим что вы нами честь делали у нас будет. Мы хотим вас угостить… Мы просим что вы приказали что нам волы продали. Что вам угодно мы заплочим». Архимандрит согласился встретиться с офицерами союзной эскадры, и на переговорах, состоявшихся на следующий день на берегу Большого Соловецкого острова, несмотря на их угрозы, ответил, что волов в монастыре нет, а бурёнок он не отдаст, так как те кормят молоком монахов, а если неприятель высадится на остров, то перестреляет всех коров и бросит их в море в таком месте, что никакой следопыт их не найдёт. В память этого события на берегу моря до сих пор лежит установленная архимандритом Александром каменная плита с надписью, повествующей для потомков о всех перипетиях проходивших здесь переговоров.
Офицеры подошедшего 12 августа к Заяцкому острову большого трёхмачтового английского парохода вновь приглашали соловецкого настоятеля на встречу, но на этот раз он отказался. 17-19 августа у острова также находились два парохода, экипажи которых занимались грабежом провианта и развлекались стрельбой по зайцам и птицам. Последний раз англичане появились на Заяцком острове 9-11 сентября. Офицеры и матросы отдыхали перед предстоящим возвращением в родные моря. В очередной раз была ограблена неоднократно уже разорённая церковь Андреевского скита.

## Итоги кампании
За две навигации 1854—1855 годов союзная эскадра не смогла достигнуть своей главной цели — захвата Архангельска. Тем не менее, англо-французским кораблям удалось причинить немалый экономический ущерб Беломорью путём разорения прибрежных поселений и захвата каботажных судов. Удачная для русских оборона Соловецкой крепости явилась ярким эпизодом Крымской войны, в целом закончившейся поражением России.

## В культуре

### В западной культуре

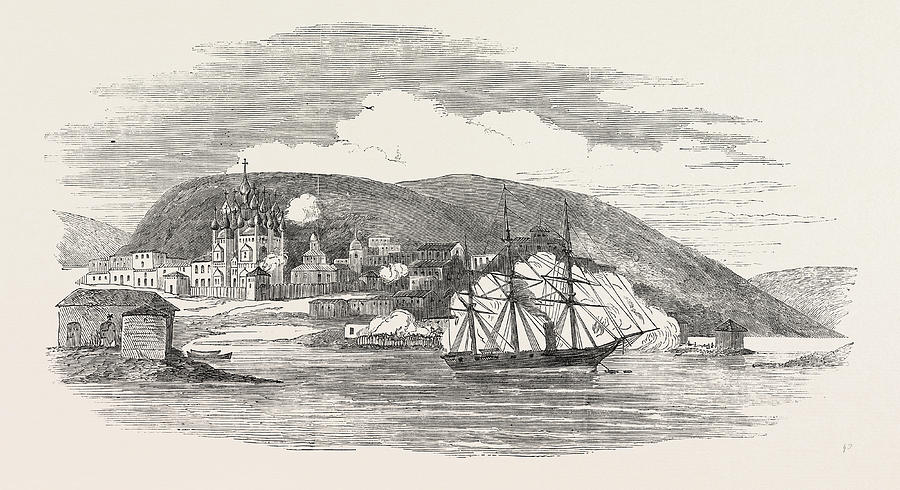
Английский корабль «Миранда» разрушает город Колу.

В целом неудачная для союзников кампания, не принесшая им значительных достижений, получила более чем скромное освещение в западной литературе. Дело ограничилось небольшой заметкой в газете «The Illustrated London News» от 7 октября 1854 года, в которой в частности указывалось, что 23 июля город «Novitska» (вероятно имеется в виду Соловецкий монастырь) был атакован и сожжён «Мирандой» и «Проворным», а 23 августа «Миранда» атаковала город Колу, столицу Русской Лапландии, в которой высаженный десант под командованием лейтенанта Маккензи и помощника капитана мистера Мэнхорпа со шпагами в руках, отбросил врага от батареи и захватил пушки, после чего город был полностью уничтожен.
Как видно, интерпретация событий в английских и русских источниках серьёзно отличается.

### В российской культуре

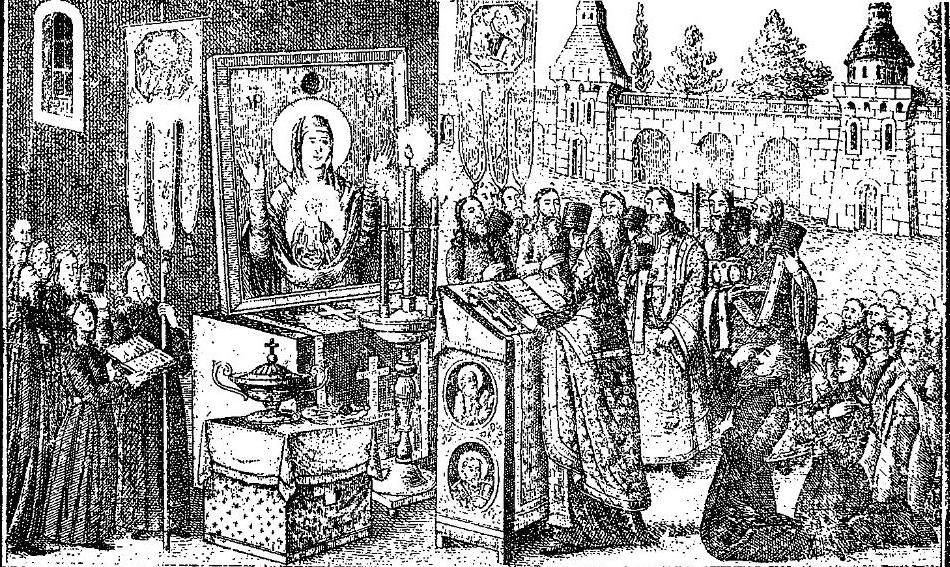
Молебное служение пред пораненною иконою Божией Матери совершенное Архимандритом Соловецкого монастыря с братиею.

Относительно удачные для русских войск боестолкновения этой компании, а в особенности героическая оборона Соловецкого монастыря, послужили яркими эпизодами этой войны, в целом закончившейся для России поражением. События на Белом море нашли своё отражение в многочисленной патриотической литературе, начало которой положил сам архимандрит Александр, уже в 1855 году издавший небольшую брошюру «Соловецкий монастырь и описание бомбардирования его англичанами 7-го июля 1854 года». Одним из важных лейтмотивов, в этом и последующих изданиях, было заступничество высших, божественных сил, не допустивших победы неправедного противника.
Писатель Владислав Крапивин в своей книге «Бронзовый мальчик» показывает обстрел Соловецкого монастыря и бой в Пушлахте глазами юного английского трубача — участника десанта.

## Память
Деятельный архимандрит Александр приложил массу усилий для того, чтобы памятные события осады и бомбардировки Соловецкого монастыря послужили к его славе и увеличению количества паломников.

### Пораненая икона «Знамения Божией Матери»
Во время бомбардировки Соловецкого монастыря одно из ядер, перелетев через крепостные стены, пробило икону Божией Матери «Знамение», находящуюся над входом в Преображенский собор. Согласно устоявшейся церковной традиции, Богородица, приняв рану в образе своём, тем самым спасла монастырь и его защитников от обстрела. Икона пользовалась большим почитанием паломников на протяжении второй половины XIX и начала XX веков.

### Памятная надпись на крепостной стене
По приказу соловецкого настоятеля в 1856 году на стене соловецкого кремля была сделана надпись, текст которой гласил: «При нападении Англичан на Обитель в 1854 г. Июля 7 д. был Крестный ход. Здесь безбоязнено была совершена Лития Наст. с братиею и богомольцами из далеких стран вто время когда против этого места бриги с 2 Пароходов громили Обитель над головами молящихся поверх крыши летели ядра. А когда Крестный ход начался ядра стали сквозь крышу пролетать. Народ от испугу закричал. Но Гдь видимо хранил Святым Своим покровом, ни одна жертва не пала от убийственного огня, а врагам коих Россия кормит хлебом, остался только позор Святотатственного дела. Святые места сам Бг хранит во спасение всего Отечества. 1856.».

### Переговорный камень
На том месте, где в 1855 году велись переговоры между английскими офицерами и руководителями защитников крепости, по приказу архимандрита была размещена каменная плита, на которой высечен следующий текст: «Зри сие. Во время войны Турции, Франции, Англии, Сардинии с Россией здесь был переговор настоятеля Архим[андрита] А[лександра] с Английским офицером Антоном Н. 22 июня, в среду в 11 часов до полудня по записке начальника неприятельской военной эскадры в Белом море, требовавшего от монастыря быков (записка представлена Свят[ейшему] Синоду). После переговоров, благополучных для обители, настоятель, возвратясь в монастырь в 1 час дня, служил в тот день в Успенском соборе литургию и молебны; служба кончилась в 4 часа. В эту неделю 3 дня пост строгий был в обители и скитах и Господь в это лето не допустил воюющим нарушить иноков покой, как без милосердия они поступили в 1854. А[рхимандрит] А[лександр]».
Эта каменная плита, получившая у населения название «Переговорный камень», является и по сей день одной из достопримечательностей Соловецких островов.

### Обелиск у сухого дока
По сторонам входных ворот сухого дока, расположенного рядом с монастырём, находятся два памятных гранитных обелиска. Один из них установлен в память постройки самого дока, второй — в ознаменование событий 1854 года.

### Макарьевская пустынь
В память произошедшей в 1854 году бомбардировки монастыря английской эскадрой, в Макариевской пустыни была построена и освящена Александро-Невская часовня, на стене которой была сделана надпись: «Настоятель архимандрит Александр поставил на сей горе в 1854 г. крест Господень и часовню во имя святого великого князя Александра Невского, ангела своего, и гора сия названа Александровская за спасение жизни своей при нападении англичан на Соловецкую обитель в 1854 г. июля 6-го и 7-го чисел, в самую страшную канонаду, под градом ядер и бомб 36 и 96 фунтов летавших над головами во время крестного хода вокруг монастыря». Рядом с часовней сохранился камень с выбитой надписью: «Гора Александровская 1854. А[рхимандрит]. А[лександр].».

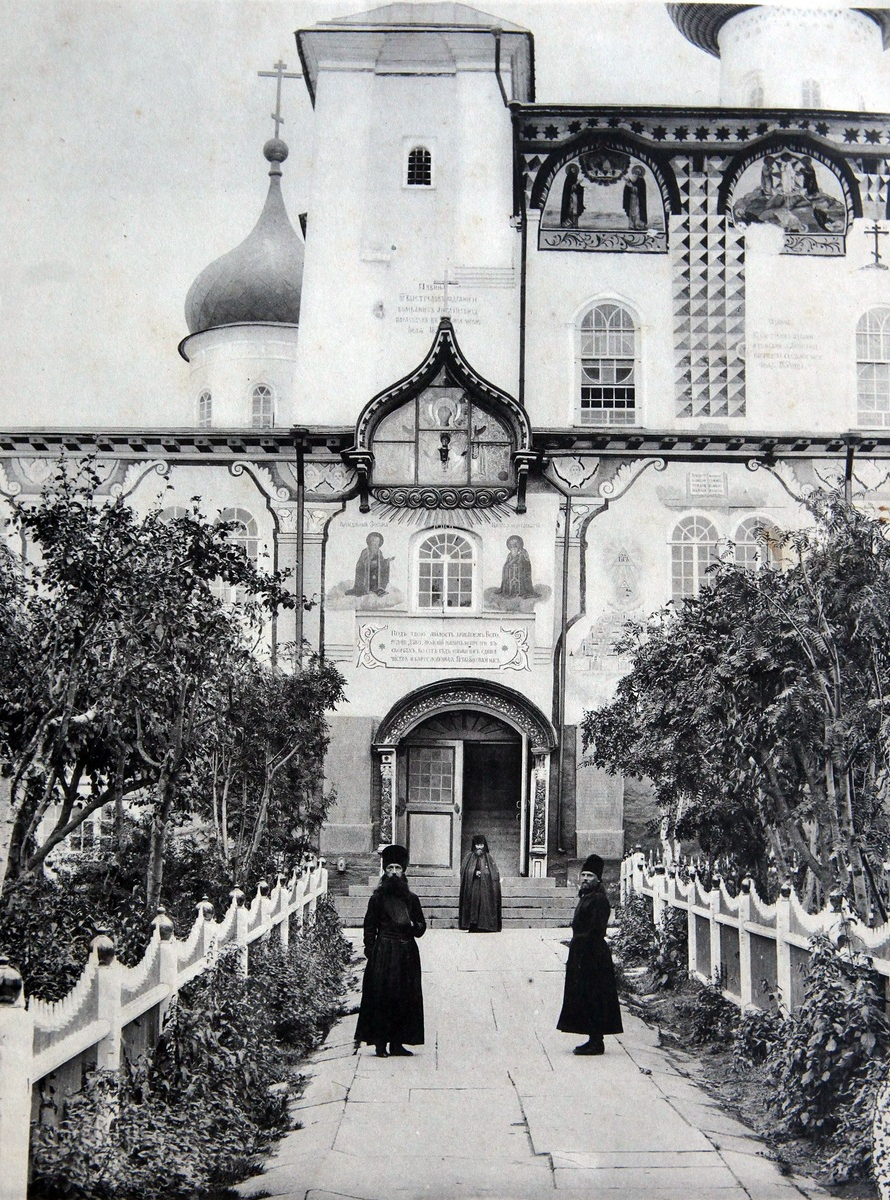
Вид пораненой иконы «Знамения Божией Матери» из Святых ворот.
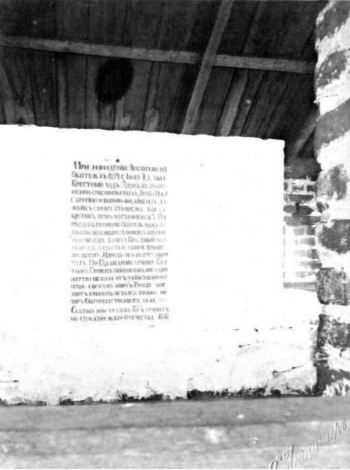
Памятная надпись на стене монастыря.
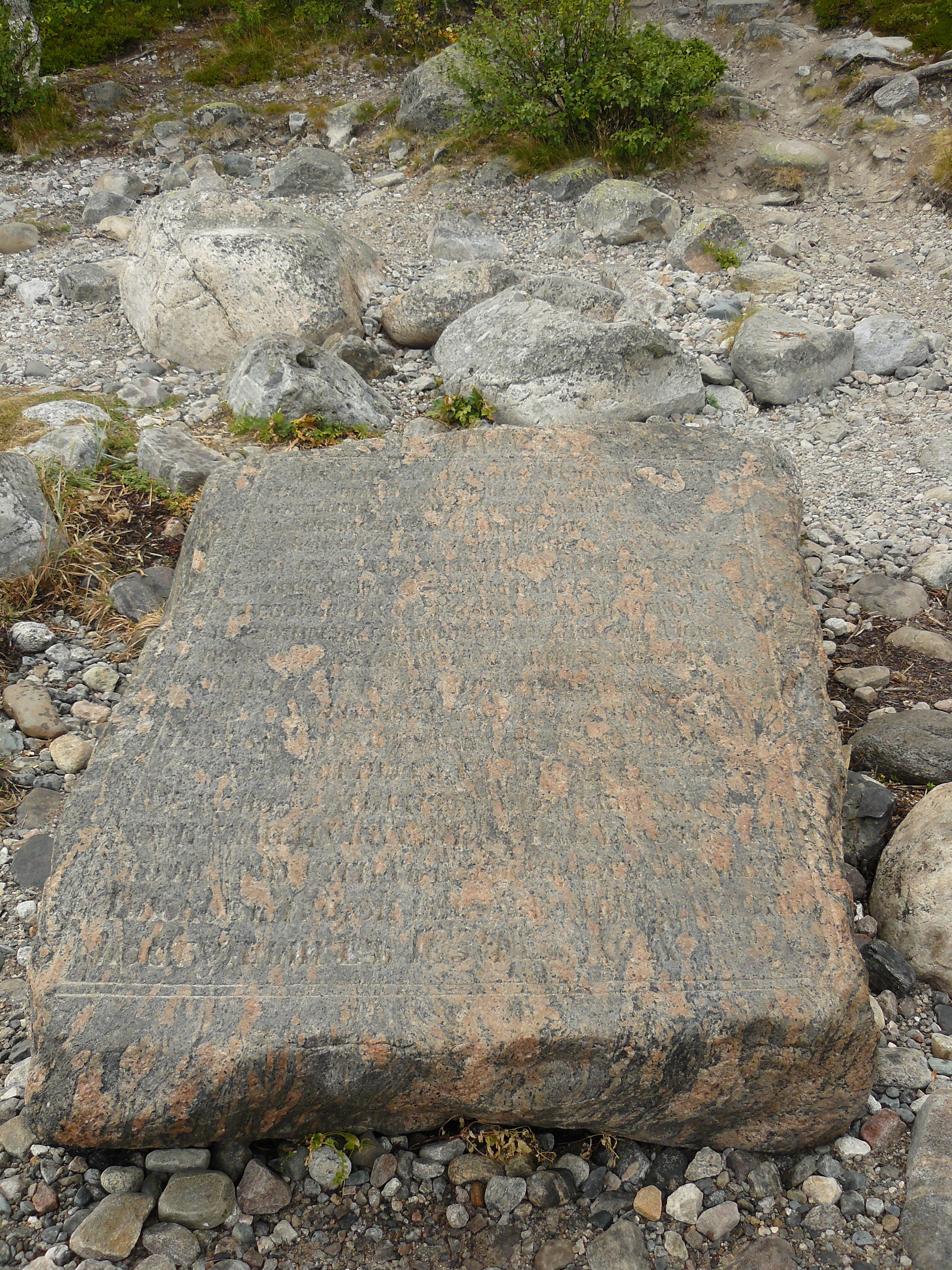
«Переговорный камень». 2013 год.
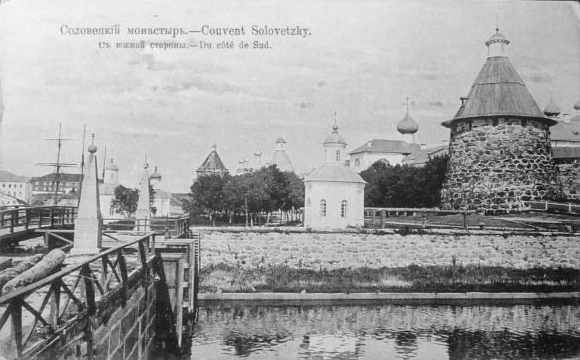
Сухой док Соловецкого монастыря. Почтовая открытка Российской империи. Слева - памятные обелиски.

### Памятник-крест в Лямце
В память отражения нападения англичан на село Лямца местными жителями был сооружён памятник, состоящий из пирамиды скреплённых винтами английских ядер и неразорвавшихся бомб над которыми водружён православный крест. На памятной табличке закреплённой на памятнике старославянскими литерами сделана следующая надпись: «В честь отражения английского парохода Фрегат крестьянам селения Лямцы. Июнь 1876 года».